# ポール＝グンナル・ミッケルスプラス
ポール=グンナル・ミッケルスプラス（Pål Gunnar Mikkelsplass、1961年4月29日 - ）は、ノルウェー、ブスケルー県ネスBromma地区出身の元クロスカントリースキー選手。1980年代から1990年代に国際大会で活躍した。妻はクロスカントリースキーオリンピックメダリストのマリット・ミッケルスプラス。

## プロフィール
1981年のホルメンコーレンスキー大会15kmで優勝、自国開催の1982年ノルディックスキー世界選手権では15kmで10位、リレーでは金メダルを獲得した。1984年サラエボオリンピックでは30km12位15km17位、1985年ノルディックスキー世界選手権15km11位、50km14位、リレーでは2大会連続金メダルを獲得した。
1987年ノルディックスキー世界選手権30km8位、15km4位、リレー銅メダル。自身2度目のオリンピックとなる1988年カルガリーオリンピックでは15kmで銀メダルを獲得、30km、リレーとも6位、50km9位の成績を残した。
1989年ノルディックスキー世界選手権では30km10位、15km銀メダル、リレー4位、50km20位、1991年ノルディックスキー世界選手権10kmでは12位となった。
クロスカントリースキー・ワールドカップでは1987-1988シーズンに総合3位、通算3勝（2位9回、3位7回）。1996-1997シーズンを最後に現役を引退した。